# Сен-Жермен-Віллаж
Сен-Жерме́н-Вілла́ж (фр. Saint-Germain-Village) — колишній муніципалітет у Франції, у регіоні Нормандія, департамент Ер. Населення — 1601 осіб (2011).
Муніципалітет був розташований на відстані близько 145 км на захід від Парижа, 45 км на захід від Руана, 60 км на північний захід від Евре.

## Історія
До 2015 року муніципалітет перебував у складі регіону Верхня Нормандія. Від 1 січня 2016 року належав до нового об'єднаного регіону Нормандія.
1 січня 2018 року Сен-Жермен-Віллаж було приєднано до муніципалітету Понт-Одеме.

## Демографія
Динаміка населення (INSEE ):
Розподіл населення за віком та статтю (2006):
| Стать | Всього | До 15 років | 15-24 | 25-44 | 45-64 | 65-85 | Понад 85 |
| --- | ------ | ----------- | ----- | ----- | ----- | ----- | -------- |
| Чоловіки | 727    | 118         | 73    | 144   | 232   | 148   | 12       |
| Жінки | 749    | 101         | 64    | 116   | 248   | 160   | 60       |
| \| Статево-вікова піраміда \| Статево-вікова піраміда \| Статево-вікова піраміда \| \| ----------------------- \| ----------------------- \| ----------------------- \| \| Чоловіки \| Вік \| Жінки \| \| 12 \| 85 + \| 60 \| \| 32 \| 80-84 \| 28 \| \| 44 \| 75-79 \| 28 \| \| 40 \| 70-74 \| 64 \| \| 32 \| 65-69 \| 40 \| \| 68 \| 60-64 \| 48 \| \| 52 \| 55-59 \| 80 \| \| 56 \| 50-54 \| 64 \| \| 56 \| 45-49 \| 56 \| \| 40 \| 40-44 \| 36 \| \| 28 \| 35-39 \| 60 \| \| 40 \| 30-34 \| 16 \| \| 36 \| 25-29 \| 4 \| \| 36 \| 20-24 \| 20 \| \| 37 \| 15-20 \| 44 \| \| 37 \| 10-14 \| 53 \| \| 53 \| 5-9 \| 20 \| \| 28 \| 0-4 \| 28 \| |        |             |       |       |       |       |          |
| Статево-вікова піраміда |        |             |       |       |       |       |          |
| Чоловіки | Вік    | Жінки       |       |       |       |       |          |
| 12 | 85 +   | 60          |       |       |       |       |          |
| 32 | 80-84  | 28          |       |       |       |       |          |
| 44 | 75-79  | 28          |       |       |       |       |          |
| 40 | 70-74  | 64          |       |       |       |       |          |
| 32 | 65-69  | 40          |       |       |       |       |          |
| 68 | 60-64  | 48          |       |       |       |       |          |
| 52 | 55-59  | 80          |       |       |       |       |          |
| 56 | 50-54  | 64          |       |       |       |       |          |
| 56 | 45-49  | 56          |       |       |       |       |          |
| 40 | 40-44  | 36          |       |       |       |       |          |
| 28 | 35-39  | 60          |       |       |       |       |          |
| 40 | 30-34  | 16          |       |       |       |       |          |
| 36 | 25-29  | 4           |       |       |       |       |          |
| 36 | 20-24  | 20          |       |       |       |       |          |
| 37 | 15-20  | 44          |       |       |       |       |          |
| 37 | 10-14  | 53          |       |       |       |       |          |
| 53 | 5-9    | 20          |       |       |       |       |          |
| 28 | 0-4    | 28          |       |       |       |       |          |

## Економіка
2010 року серед 943 осіб працездатного віку (15—64 років) 649 були активними, 294 — неактивними (показник активності 68,8%, у 1999 році було 66,1%). З 649 активних мешканців працювало 565 осіб (289 чоловіків та 276 жінок), безробітними було 84 (41 чоловік та 43 жінки). Серед 294 неактивних 85 осіб було учнями чи студентами, 128 — пенсіонерами, 81 була неактивною з інших причин.

У 2010 році в муніципалітеті числилось 597 оподаткованих домогосподарств, у яких проживали 1404,5 особи, медіана доходів виносила 19 417 євро на одного особоспоживача